# Robert Hay

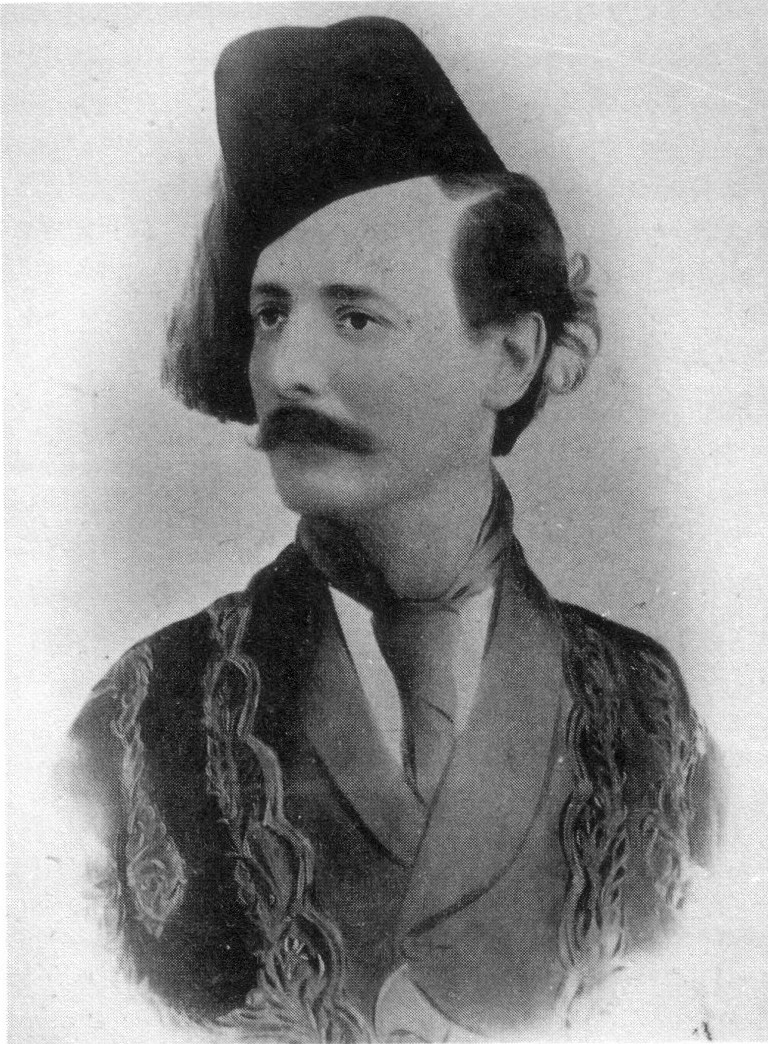
Robert Hay

Robert Hay (6 de Janeiro de 1799 – 1863), foi um egiptólogo, viajante e antiquário escocês, nascido em Duns Castle, Berwickshire, que ficou famoso no mundo da egiptologia pelos seus trabalhos realizados nos monumentos e tumbas egípcias.
Hay serviu à Marinha Real Britânica, com a qual visitou Alexandria em 1818. E, em 1824 ele conheceu Joseph Bonomi em Roma, quem contratou como artista e o acompanhou ao Egito. Eles permaneceram no Egito de Novembro fe 1824 até 1834 registrando monumentos e inscrições, e fazendo um grande número de plantas das ruínas egípcias. Seus manuscritos estão agora, principalmente, na Biblioteca Britânica, e muitas de suas esculturas de gesso estão no Museu Britânico.
Em maio de 1828 Robert Hay visitou Malta onde casou-se com Kalitza Psaraki, a filha de um magistrado-chefe. Hay havia resgatado sua esposa de um mercado de escravos em Alexandria.
Depois de sua morte, em East Lothian, Escócia, em 1863, a sua coleção de antiguidades egípcia foi vendida ao Museu Britânico, embora alguns de seus objetos tenham sido comprados pelo Museu de Belas Artes de Boston em 1872.